# Fuerzas Iraquíes de Operaciones Especiales
Las Fuerzas Iraquíes de Operaciones Especiales (árabe: قوات العمليات الخاصة العراقية ) son las unidades de operaciones especiales que fueron creadas por las fuerzas de la coalición internacional después de la Guerra de Irak. En el mes de noviembre del año 2009, dichas fuerzas consisten en el Comando Antiterrorista Iraquí, que tiene dos brigadas. El Departamento Antiterrorista es financiado por el Ministerio de Defensa Iraquí.

## Historia
Las tropas de operaciones especiales del antiguo Ejército Iraquí fueron creadas cuando el coronel Khaleel Jassim Al-Dabbagh construyó la primera unidad real de operaciones especiales, cuyo nombre era Fuerzas de la Reina Alia, 
a mediados de los años 50 del siglo XX, este era un cuerpo formado por sunitas, chiitas, árabes, y otros componentes de la población iraquí, que eran utilizados en emergencias para llevar a cabo misiones especiales dentro y fuera de Irak, cuando el país estaba en guerra. 
Después de la Invasión de Irak de 2003, las fuerzas existentes fueron arrasadas por la coalición y debido a ello, la actual fuerza de comandos iraquíes fue reclutada de nuevo, y en un principio estaba formada principalmente por árabes chiitas, kurdos, y algunos sunitas. En noviembre del año 2005, después de dos años de entrenamiento en Jordania, junto con las fuerzas especiales jordanas, y las fuerzas especiales del Ejército de los Estados Unidos, las fuerzas iraquíes de operaciones especiales, disponían de unos 1,400 hombres totalmente entrenados, dispuestos para el combate, y formados en dos batallones de infantería. Estas tropas, están consideradas igual de efectivas que los batallones de infantería del Ejército de los Estados Unidos.
En marzo del año 2008, dicha fuerza consistía en una sola brigada, que a su vez estaba formada por un batallón dedicado a la lucha antiterrorista, tres batallones de comandos, un batallón de apoyo, y una unidad especial de reconocimiento.

## Estructura de mando
Las dos brigadas son; la primera brigada de operaciones especiales estacionada en Bagdad; con el primer, el segundo, y el quinto batallón, un batallón de apoyo, y un batallón de entrenamiento. El primer batallón ha sido renombrado batallón iraquí de comandos número 36. La segunda brigada de operaciones especiales tiene cuatro batallones de comandos, cada uno de ellos está formado por unos 1,440 hombres, estas unidades están estacionadas en las ciudades de Basora, Mosul, Diyala, y la provincia de Al-Ansar. Los batallones de Basora y Mosul pasaron a estar bajo control operacional iraquí en enero del año 2008, y desde entonces llevan a cabo operaciones locales. Los centros regionales, similares a las organizaciones conjuntas, serán establecidos en las cuatro bases regionales de comandos, para desarrollar tareas de Inteligencia militar, relacionadas con la neutralización de posibles redes terroristas en
la región.     

## Entrenamiento de pilotos
En febrero del año 2008, la Fuerza Aérea Iraquí, junto con asesores de la coalición, empezó a entrenarse con dispositivos de visión nocturna, sobre la base de un futuro entrenamiento antiterrorista. Los pilotos potenciales y los miembros de la tripulación, llevaron a cabo una introducción al vuelo para seleccionar a los mejores pilotos, y estos a su vez realizaron un entrenamiento avanzado, a partir del mes de abril del año 2008. Los pilotos selccionados continuarán llevando a cabo horas de entrenamiento de vuelo y navegación, para llegar a un nivel de preparación que les permita llevar a cabo misiones avanzadas, en el transcurso de las operaciones especiales, para ello realizaron un entrenamiento específico a finales del verano del año 2008. El escuadrón número 15 de la Fuerza Aérea Iraquí, equipado con helicópteros Mil Mi-17, será el encargado de proporcionar apoyo aéreo a las unidades de operaciones especiales.

## Galería

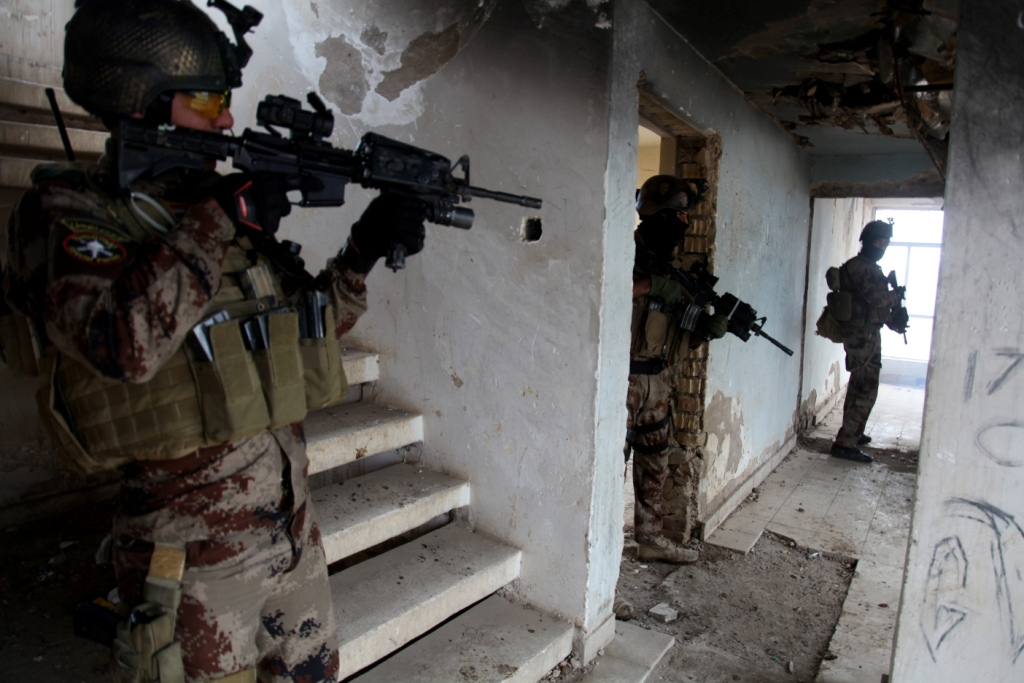
Miembros de las Fuerza Especiales Iraquíes durante un entrenamiento en enero de 2011
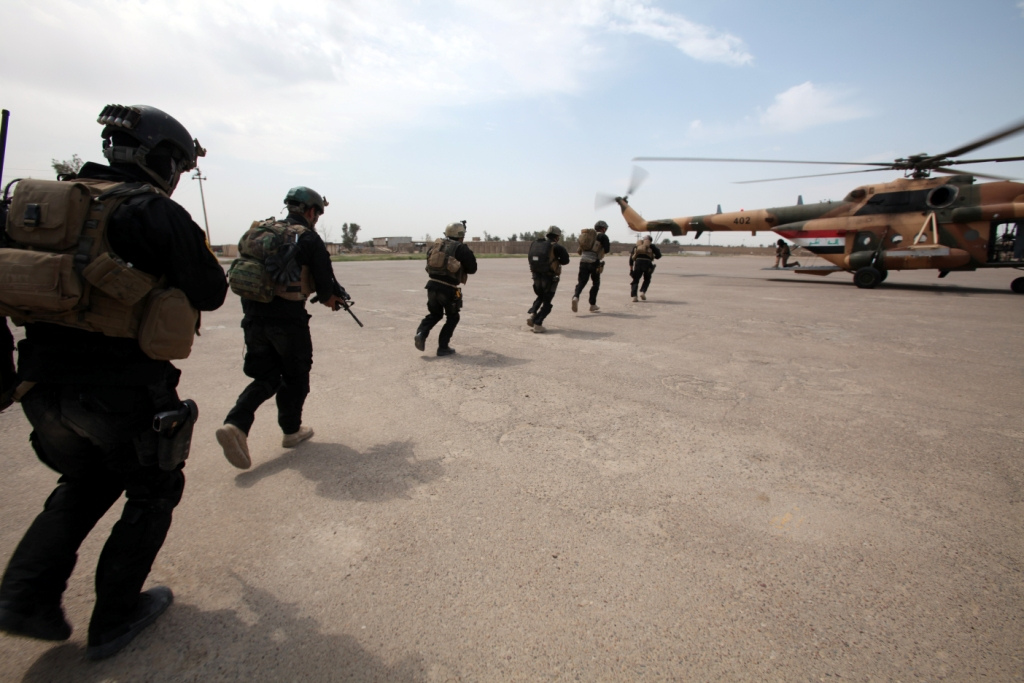
Miembros de las Fuerza Especiales Iraquíes durante un entrenamiento en abril de 2011
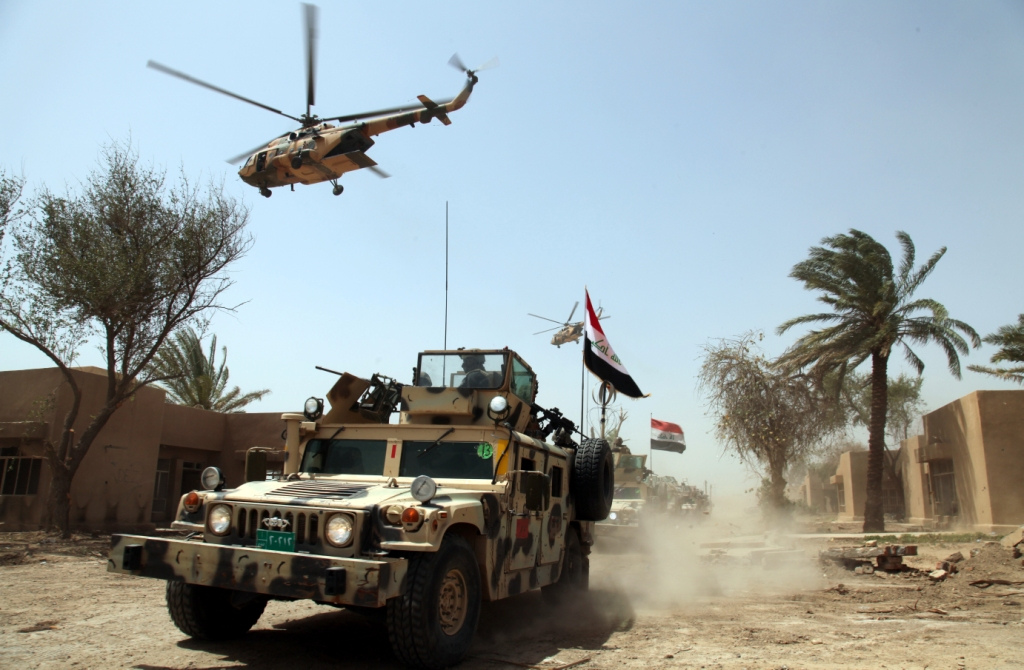
Miembros de las Fuerza Especiales Iraquíes participan en la operación Lion's Leap, el 26 de Abril de 2011